# 리효선
리효선(1991년 8월 5일~)은 조선민주주의인민공화국의 유도 선수이다. 2018년 세계 유도 선수권 대회에 참가해 혼성단체전에서 메달을 획득했다.